# مارغريت روسو
مارغريت روسو (بالإنجليزية: Margaret Russo)‏ هي لاعب كرة قاعدة أمريكية، ولدت في 29 سبتمبر 1931 في ميلتون في الولايات المتحدة، وتوفي بنفس المكان في 26 يونيو 2006.